# Querulantenwaan
Querulantenwaan of paranoia querulans is een vorm van paranoïde waanstoornis waarbij men ervan overtuigd is dat een groot onrecht is geschied dat ongedaan gemaakt dient te worden. Reëel gezien is er echter geen sprake van dit onrecht (International Statistical Classification of Diseases and Related Health Problems (ICD) -code F22.8). Wanneer er geen waan is geconstateerd, maar het leven van de persoon pathologisch wordt beheerst door het bestrijden van een ervaren onrecht, kan er sprake zijn van paranoïde persoonlijkheidsstoornis. In dit geval spreekt men ook wel van querulante persoonlijkheidsstoornis (ICD-code F60.0).

## Gedrag
Een querulant wordt in meer gewone termen vaak een 'ruziezoeker' genoemd. De lijder aan de waan voelt zich onheus bejegend, bijvoorbeeld door een bedrijf of overheidsorgaan en zal via hogere instanties zijn of haar gelijk proberen te halen. Hij of zij is er vast van overtuigd dat dit door lang genoeg volhouden wel zal lukken, ook al merkt de omgeving dat de pogingen geen of averechts effect hebben.
Behalve de gewone wettelijke wegen zal de querulant telkens weer gesprekken willen, bijvoorbeeld met medewerkers van de instantie die verantwoordelijk zou zijn voor het onrecht. Ook worden vaak talloze brieven geschreven, zowel aan de instantie als aan hogere instanties als de rechtbank, het gerechtshof, de Hoge Raad, ministers en zelfs aan het staatshoofd. Ook komt het voor dat querulanten op internetfora of eigen websites de personen of instanties door wie ze menen te zijn benadeeld, zwart proberen te maken.
Vaak voorkomende doelwitten zijn overheidsinstellingen en andere instanties, waarvan de querulant macht ervaart of vermoedt. Voorbeelden zijn de belastingdienst en energieleveranciers. Ook individuele dienstverleners zoals rechters, winkeliers, docenten, artsen of advocaten kunnen met querulerende cliënten te maken krijgen.

## Querulantie als stempel
Soms worden personen met terechte vragen of klachten door de overheid en/of andere organisaties of personen weggezet als al dan niet vermeende "querulant". Ook de vaak lastige Nederlandse schrijver Multatuli is bijvoorbeeld weleens zo genoemd.

### Zaak Oltmans
Dit weggezet of afgeserveerd worden als "querulant" was jarenlang het geval bij Willem Oltmans, die na openbaarmaking van overheidsdocumenten structureel gehinderd bleek te zijn in zijn werk als journalist nadat hij tegen de zin van de Nederlandse overheid in 1956 de Indonesische president Soekarno tijdens diens staatsbezoek aan Italië interviewde. Na diverse rechtszaken en arbitrage ontving hij daarvoor uiteindelijk een schadevergoeding van 8 miljoen gulden belastingvrij van de staat.
In 1992 legde Oltmans de hand op geheime ambtsberichten en telexen van het ministerie van Buitenlandse Zaken waarvan de inhoud zijn jarenlang geregeld geuite verdenking bevestigde omtrent de jarenlange systematische tegenwerking onder de lange ambtsperiode van minister Luns en diens opvolgers. Het bestaan van waarschuwingen en instructies aangaande zijn persoon had Oltmans al jaren vermoed. Zijn vermoedens werden bevestigd toen hij met een beroep op de Wet openbaarheid van bestuur belastende documenten in bezit kreeg. In datzelfde jaar begon hij zijn proces tegen de staat. Alle Nederlandse ambassades waren ingeschakeld om hem te dwarsbomen en ook de hulp van de CIA was ingeroepen. Over die hiermee bewezen tegenwerking en de daarover door hem gekoesterde verongelijktheid, die ook als een rode draad door vele van zijn eerdere geschriften liep, publiceerde hij eind 1992 zijn boek Vogelvrij, geïllustreerd met de betreffende bewijsstukken. In 1994 wees hij het aanbod van honderdduizend gulden schadevergoeding door premier Lubbers van de hand, evenals het aanbod van een miljoen in 1998 door vicepremier Van Mierlo. Oltmans eiste een schadeloosstelling van 2,8 miljoen gulden en liet Lubbers als getuige verhoren, die beaamde dat de zaak onverkwikkelijke kanten had. In 1999 leek er enigszins schot in de zaak te komen en zag het er naar uit dat Oltmans met zijn jarenlang geuite beschuldigingen over tegenwerking door de Nederlandse overheid ten onrechte als "querulant" was afgeserveerd. Overigens verwierp de Raad voor de Journalistiek in maart 1997 de door hem ingediende klacht waarin hij zijn bezwaren uitte tegen een publicatie waarin hij expliciet van het brandmerk "querulant" was voorzien.
Op een gelijksoortige manier wordt ook de term "malcontenten" wel misbruikt. Ook slachtoffers van medische fouten die voor erkenning, excuses of schadevergoeding strijden, worden soms bestempeld als querulant.

## Querulant en recht
De Duitse psychiater Heinz Dietrich typeert de querulant als een man uit de gegoede middenklasse wiens kinderen in de puberteit zijn en die over meer dan gemiddelde juridische kennis en schrijfvaardigheid beschikt. De querulant is volgens hem een proceszuchtige, om dezelfde reden waarom een alcoholist een drankzuchtige is.
Volgens Dietrich zouden rechters en anderen duidelijker moeten motiveren waarom zij de stelling van de querulant verwerpen, waarom zij hem ongelijk geven. Rechters moeten volgens hem in hun vonnissen naar absolute sereniteit streven. Zij dienen neutrale, niet kwetsende taal te gebruiken. Het vonnis zou gemotiveerd moeten zijn in een taal die ook voor leken begrijpelijk is. De omgang met querulanten heeft volgens Dietrich baat bij de regel 'suaviter in modo, fortiter in re' (zacht wat de aanpak betreft, doortastend wat de grond van de zaak betreft).
De psychiater stelt dat de rechter die met de geschriften van een querulant in aanraking komt, zich zou moeten realiseren dat het meestal om ongelukkige, gefrustreerde, sociaal achtergestelde of zieke mensen gaat. Hij zou zich niet moeten blindstaren op de vorm van een querulantengeschrift, maar zou des te meer aandacht dienen te hebben voor de grond van de zaak.